# Božakovo
Božakovo (opisno: Božakovo pri Metliki), je obmejna gručasta vas v skrajnem severovzhodnem delu Bele krajine,  naselje spada v Občino Metlika.

## Opis
Vas se nahaja visoko nad levim bregom reke Kolpe, vrh Magdalenske stene, ki se navpično spušča v reko. Vas je nastala ob nekdaj pomembni trgovski poti proti mestu Karlovec na Hrvaškem. Polja so severno in zahodno od vasi, domačini pa imajo vinograde večinoma v vinorodnih legah okoli Drašičev in Vidošičev.
Vaška baročna podružnična cerkev sv. Marije Magdalene, zgrajena v 18. stoletju, spada v župnijo Metlika.

## Zgodovina
Božakovo se v pisnih virih prvič pojavlja kot »ecclesia … Marie Magdalene« leta 1334 in kot »Wosiackh« leta 1490. Leta 1909 je bila vas požgana do tal.

## Znane osebnosti
- Silvo Plut